# Arriba
Arriba fou l'òrgan periodístic oficial de Falange Española. Va ser fundat com a setmanari a Madrid el 21 de març de 1935 per José Antonio Primo de Rivera. Es va publicar fins al 5 de març 1936 data en la qual va ser suspès pel govern de la II República, suspensió que continuaria a causa de l'inici de la Guerra Civil. Després de l'ocupació de Madrid per les tropes franquistes, els falangistes van confiscar les instal·lacions del diari El Sol, i va reaparèixer el 29 de març de 1939, com a diari propietat de Premsa del Movimiento. Des d'aquell moment seria el periòdic oficial del Règim Franquista. El 15 de juny de 1979 el Consell de Ministres disposa el tancament del periòdic i l'endemà es publica el seu últim número.

## Les campanyes antisemites
Francisco Franco estava convençut que existia una conspiració formada per jueus, maçons i comunistes que tenien com a objectiu la destrucció del cristianisme en general i d'Espanya en particular. En aquest context, l'antisemitisme del líder falangista no era tant racial com ara l'antisemitisme nazi, sinó religiós i relacionat amb les fonts tradicionals de l'antisemitisme catòlic. Les campanyes antisemites de l'Arriba van ser fueron virulentes, i seguides, també, per episodis de violència contra els jueus.

### Els articles de Franco
A les pàgines de l'Arriba fins i tot va escriure articles Francisco Franco, que des del 14 de desembre de 1946 va signar amb el pseudònim de Jakin Boor. En aquests articles va criticar la masoneria, el comunisme, els jueus en general i l'estat d'Israel, el qual acabava de votar contra l'admissió d'Espanya a l'ONU, acusant-lo d'haver estat còmplice i hi haver donat suport els règims de Hitler i Mussolini. Franco, el 9 d'agost de 1949, va escriure a l'Arriba un article titulat Alta masonería:
| «                           | El reconocimiento de Israel, su entrada en la ONU, la conducta hipócrita e injusta con España, la enemiga contra la Argentina, la oposición sistemática en el gobierno del Estado, las mayores decisiones en el orden nacional, obedecen exclusivamente a los dictados de la masonería. | » |
| — Arriba, 9 d'agost de 1949 | |   |

### Campanya contra Sepu
Els grans magatzems Sepu, fundats a Barcelona el 9 de gener de 1934 pels ciutadans suïssos d'origen jueu Henry Reisembach i Edouard Wormsde, que temps després també van obrir una sucursal a Madrid, durant la dècada de 1930, van patir una forta campanya de desprestigi per part de Falange Española. El periòdic falangista Arriba va acusar aquesta companya d'explotar els seus treballadors, gaudint d'alguna mena de connivència amb el poder:
| «                                                                                       | Estos judíos de SEPU dan motivos para ocuparse de ellos diariamente, por sus relaciones con los empleados que explotan. Si basta su sola presencia para producir indignación, si hasta los atropellos que con su personal cometen basta para sublevar al más tranquilo. Nosotros preguntamos ¿SEPU disfruta de patente de corso? ¿Quién ampara a SEPU? ¿Conoce el director de Trabajo los casos de SEPU? | » |
| — "Siempre Sepu", Arriba, 12 de juny de 1935 (citat a González, Isidro (2004), pp. 272. | |   |

Aquesta campanya, que va començar des de la primera edició del periòdic i va ser sitemàtica, va ser contemporània i inspirada en els assalts nazis als comercis jueus a Alemanya. El 1935 la sucursal a Madrid va ser assaltada per militants, així com es van trencar els seus cristals diverses vegades. Aquest mateix any, Arriba publicava:
| «                                                                               | La internacional conspiración judaico-masónica es la creadora de los dos grandes males que han llegado a la humanidad: como son el capitalismo y el marxismo | » |
| — Arriba, 18 d'abril de 1985 (citat a Álvarez Chillida, Gonzalo (2002), p. 343. | |   |